# پای تاون (نیومکزیکو)
پای تاون (به انگلیسی: Pie Town) یک منطقهٔ مسکونی در ایالات متحده آمریکا است که در نیومکزیکو واقع شده‌است. پای تاون ۱۴۸٫۴ کیلومتر مربع مساحت و ۱۸۶ نفر جمعیت دارد و ۲٬۳۷۰٫۷۶ متر بالاتر از سطح دریا واقع شده‌است.